# دين أندرسون
دين أندرسون (19 أكتوبر 1984 في أستراليا - ) (بالإنجليزية: Dane Anderson)‏ هو لاعب كريكت أسترالي. لعب مع فريق تسمانيا للكريكت.

## وصلات خارجية
- دين أندرسون على موقع إي آس بي آن كريك إنفو (الإنجليزية)